# The Apemen

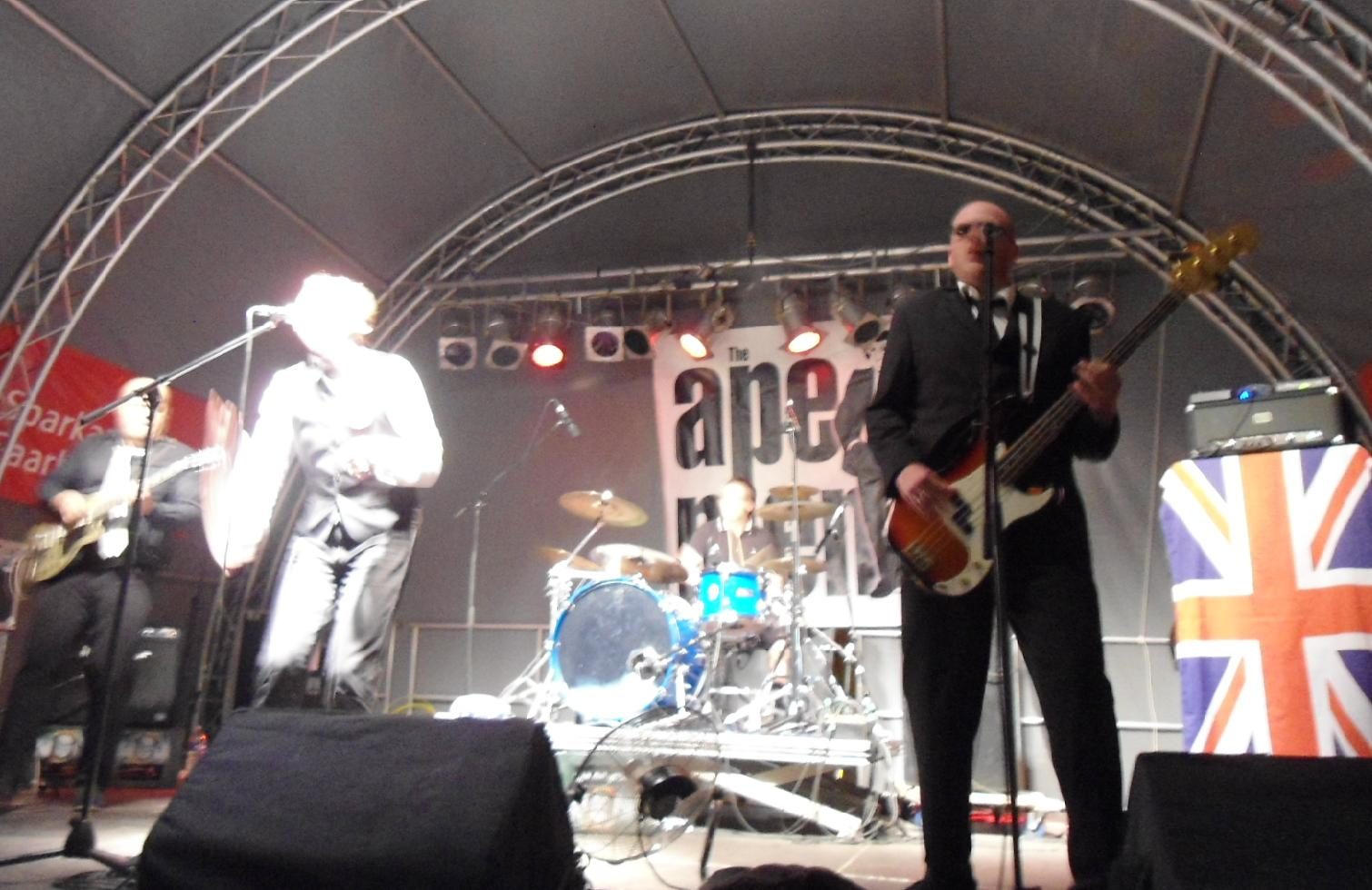
The Apemen in Saarbrücken (2013)

The Apemen ist eine Mod-Band aus Saarbrücken. Sie machte sich durch ihre vergleichsweise härtere musikalische Gangart einen Namen.

## Bandgeschichte
Vor der Gründung der Apemen spielten Gitarrist J. B. John, Bassist „Nuss“ und Schlagzeuger Jean-Marc in einer 60er-Jahre-Garage-Rock-Band, allerdings nur mit mäßigem Erfolg. Sänger Tom Platte war vor Gründung der Apemen mit seiner Sixties-Garage-Rock-Band „The Biting Butterflies“ eine lokale Größe in Saarbrücken.
1991 beschloss man gemeinsam die Gründung einer Mod-Band und damit einen musikalischen Stilwechsel weg vom Garage Rock und hin zum Rhythm & Blues, Soul und Beat der 60er Jahre. Dabei verstanden sich The Apemen nie als reine Retro-Coverband, sondern ließen auch Punkrock- und Powerpop-Einflüsse in ihre Musik einfließen. Von Anfang an definierten sich The Apemen, angeführt vom Sänger Tom Platte, eher als Live-Band denn als Studioband. Der Name „The Apemen“ war angelehnt an das bekannte Lied „Apeman“ der englischen Beat-Band The Kinks.
Ihren ersten Auftritt unter dem Namen „The Apemen“ hatte die Band in dem Saarbrücker Szeneclub „Hades“ im Oktober 1992. Der erste Auftritt vor einem reinen Mod-Publikum erfolgte beim zweiten „Smart Mod Weekender“ in Unkel im November 1992. 1993 folgten zahlreiche Auftritte, unter anderem in Saarbrücken, Berlin, Hamburg, Köln und Antwerpen, womit The Apemen sich einen Namen innerhalb der Mod- und Sixtiesszene machte. Im März 1993 erschien die noch selbstproduzierte Single „I Got Soul“ / „Somebody Help Me“. Ende 1993 unterzeichneten The Apemen einen Vertrag mit dem englischen Independent-Label „Detour Records“.
1994 wurde zusammen mit der englischen Mod-Band „The Clique“ und der Saarbrücker Sixties-Mädchenband „Thee Cherylinas“ eine zweiwöchige Europatour geplant. Der Tour sollte im gleichen Jahr ein Sampler der drei Bands folgen. Die Tour führte von Deutschland nach Italien, Österreich und Belgien. Im Antwerpener Stadtradio Radio Centraal spielten The Apemen zusammen mit The Clique ein Konzert, das live ausgestrahlt wurde. Der Sampler erschien unter dem Titel „Shout & Scream“ und wurde in den Londoner „Toe Rag Studios“ von Liam Watson aufgenommen und produziert. Noch im selben Jahr folgte eine Mini-Englandtour mit Konzerten in Folkestone, Brighton, Bournemouth, Nottingham, Edinburgh und London. Die zweite Single „Love Train“/„Let the Good Times Surround You“ erschien ebenfalls im Jahr 1994. Im Unterschied zur ersten Single „I Got Soul“ klang „Love Train“ deutlich härter und die Powerpop-Elemente überwogen.
1996 erschien das erste und einzige Album „Phantacity“, ebenfalls beim Independent-Label „Detour Records“. Das musikalische Spektrum des Albums reichte von Powerpop („Tell the Truth“), Freakbeat („Someone Like Me“) bis hin zu psychedelisch angehauchten Stücken („Mary-Anne“).
Das letzte Stück des Albums ist ein Live-Mitschnitt einer Coverversion des Jimi-Hendrix-Klassikers „Fire“, aufgenommen beim Beat-O-Mania-Festival in München 1995. Von 1994 bis 1996 waren The Apemen regelmäßiger Gast beim alljährlichen Festival Beat-O-Mania in München.
Ihr letztes Konzert in Originalbesetzung gaben The Apemen 1997 im Rahmen eines Mod-Weekenders auf der Isle of Wight.
Gitarrist J. B. John und Schlagzeuger Jean-Marc verließen die Band. Die Besetzung wechselte in den folgenden Jahren mehrmals bis zur Besetzung mit Gitarrist Brix (Markus Brixius) und Schlagzeuger Thommy Rau, die seit 1999 besteht. In den Jahren nach dem Wechsel spielten The Apemen weiterhin Konzerte im In- und Ausland. 1999 erschien ihre letzte Single „Lucky in Love“ / „The Sun Doesn’t Shine Anymore Without Happiness“.
Die Band pausierte von 2004 bis Dezember 2012. Seit Januar 2013 sind The Apemen wieder aktiv. The Apemen ist die einzige Band, die auf allen bisherigen Modstock-Festivals (1994, 2004, 2014) aufgetreten ist. 2014 erschien „Emily’s Gone“ auf dem „Modstock – 21st Century Club Classics“-Sampler, im Januar 2015 veröffentlichten The Apemen ihr erstes Live-Album „Live at Das Modul“.

## Diskografie.

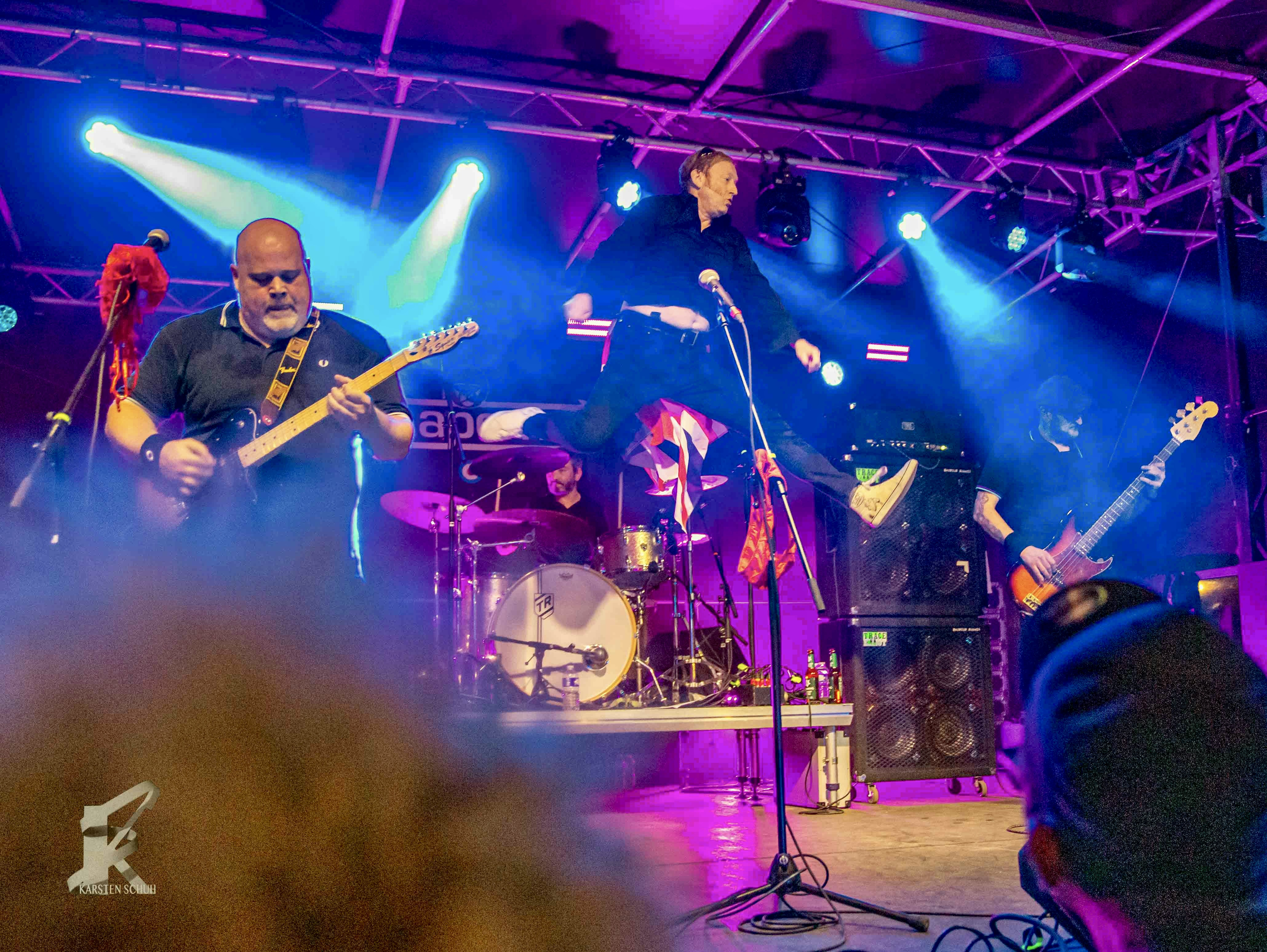
The Apemen in Saarbrücken (2022)

- 7" I Got Soul (All About Music, 1993) – Germany
- 7" Love Train (Detour Records, 1994) – UK
- LP/CD Phantacity (Detour Records, 1996) – UK
- 7" Lucky in love (Detour Records, 2000) – UK
- CD Live at Das Modul (Paisley Archive Records, 2015) – UK

## Sampler
- Shout & Scream (Detour Records, 1994) – UK (CD/LP)
- Modstock 94 (Detour Records, 1994) – UK (CD/LP)
- Hi Numbers (Flavour Of Sound, 1995) – Japan (CD)
- Beat-O-Mania at Its Best Vol. 1 (Fortune Records, 1995) – Germany (LP)
- Beat-O-Mania at Its Best Vol. 2 (Fortune Records, 1996) – Germany (CD)
- Beat-O-Mania at Its Best (V/A), 1996 (VHS-Video)
- a fever! comp., (Bip bip  Records, 1998) – Spain (CD)
- Takin' a Detour Vol. 2, (Detour Records, 2001) – UK (CD)
- Modstock - 21st Century Club Classics (Detour Records, 2014) – UK (CD/LP)
- Into Tomorrow – The Spirit Of Mod 1983-2000, 4CD (Cherry Red, 2023) – UK (CD/LP)

## Video
- Video auf YouTube: Moon